# Cyphoniptus sulcithorax
Cyphoniptus sulcithorax is een keversoort uit de familie klopkevers (Ptinidae). De wetenschappelijke naam van de soort werd in 1899 gepubliceerd door Maurice Pic.